# Kalanchoe crenata
Espèce
Classification APG III (2009)
Kalanchoe crenata Haw. est une espèce de plante succulente à fleurs de la famille des Crassulacées originaire de Madagascar.

## Description
Kalanchoe crenata est présente en Afrique tropicale, du Kenya à la Tanzanie, en Ouganda, au Burundi, en République centrafricaine,au  Rwanda, au Zaïre, en Guinée, en Sierra Leone, en Angola, mais aussi en Afrique du Sud .
On la retrouve sous forme d'arbrisseaux pouvant atteindre 60 à 80 cm de haut.
Les feuilles, persistantes, sont vert foncé, de forme ovale et à bordure crénelée. Le pétiole mesure jusqu'à 4 cm de long.
La floraison a lieu en automne et en hiver. Les fleurs, organisées en panicules orientées vers le haut, possèdent 4 pétales de couleur rouge orangé .
Kalanchoe crenata possède une bonne aptitude à la multiplication végétative.

## Utilité
Kalanchoe crenata est une plante ornementale. Ses propriétés trouvent également de nombreuses applications en médecine traditionnelle.
Des recherches en phytochimie ont rapporté la présence d'alcaloïdes dans les feuilles leur conférant un pouvoir analgésique. Les feuilles sont aussi connues pour leurs propriétés antiseptiques, cicatrisantes et anti-inflammatoires. Une fois bouillies, elles sont utilisées comme sédatif ainsi que dans le traitement de l'asthme.
La décoction de l'ensemble de la plante est employé comme vermifuge.
La décoction de racine est quant à elle utilisée par les femmes enceintes comme tonifiant .
Des études récentes ont permis de mettre en évidence les effets coccidiostatiques et coccidicides des feuilles de Kalanchoe crenata.[réf. nécessaire]

## Taxonomie
Le nom correct complet (avec auteur) de ce taxon est Kalanchoe crenata (Andrews) Haw..
L'espèce a été initialement classée dans le genre Vereia sous le basionyme Vereia crenata Andrews.

### Synonymes
Kalanchoe crenata a pour synonymes :
- Bryophyllum crenatum (Andrews) Baker
- Cotyledon brasilica Vell.
- Cotyledon crenata (Andrews) Vent.
- Cotyledon nudicaulis Lam.
- Cotyledon verea Jacq.
- Kalanchoe afzeliana Britten
- Kalanchoe brasilica (Vell.) Stellfeld
- Kalanchoe brasiliensis Cambess.
- Kalanchoe brittenii Raym.-Hamet
- Kalanchoe coccinea Welw.
- Kalanchoe coccinea Welw. ex Britten
- Kalanchoe coccinea Welw. ex Oliv.
- Kalanchoe connata Sprague
- Kalanchoe crenata subsp. bieensis R.Fern.
- Kalanchoe crenata subsp. biennis R.Fern.
- Kalanchoe crenata subsp. nyassensis R.Fern.
- Kalanchoe crenata var. coccinea (Welw. ex Britton) Cufod.
- Kalanchoe crenata var. verea (Jacq.) Cufod.
- Kalanchoe hirta Harv.
- Kalanchoe integra var. crenata (Andrews) Cufod.
- Kalanchoe integra var. crenato-rubra Cufod.
- Kalanchoe integra var. varea Cufod.
- Kalanchoe integra var. verea (Jacq.) Cufod.
- Kalanchoe verea Pers.
- Verea crenata Andrews
- Vereia crenata Andrews
- Vereia nudicaulis (Lam.) Spreng.